# Seznam ratibořských knížat
Ratibořské knížectví vzniklo roku 1172 jako panství Piastovce Měška I. Křivonohého a rozkládalo se kolem měst Ratiboř, Těšín a Kozlí. Roku 1177/9 k němu bylo přičleněno Osvětimsko a Bytomsko. Roku 1202 bylo celé knížectví sloučeno s Opolským knížectvím. K obnovení samostatného knížectví došlo roku 1290, když bylo uděleno Přemyslovi Ratibořskému, nejmladšímu synu Vladislava Opolského. Přemysl a později i jeho syn Lešek složili lenní slib českým králům. Od té doby tedy knížectví patřilo pod Země Koruny české. Roku 1336 Lešek zemřel a Jan Lucemburský knížectví udělil opavskému knížeti Mikuláši II. z vedlejší větve Přemyslovců. Došlo tak ke sloučení Ratibořska s Opavskem, které trvalo až do roku 1377, kdy se Ratibořsko dostalo Mikulášovu synovi Janovi I. Poté knížectví vládli jeho potomci. Kníže Valentin Hrbatý roku 1511 uzavřel dědickou smlouvu s opolským knížetem Janem II. Dobrým. Ten po Valentinově smrti roku 1521 knížectví sloučil s Opolským knížectvím a od toho okamžiku Ratibořsko sdílelo osud Opolska v rámci Zemí Koruny české. Roku 1742 připadlo knížectví Prusku.
Roku 1821 získal Corveyské a Ratibořské panství (jako allodiální mediatizované knížectví se kterým mohl volně nakládat) hesensko-rotenburský lankrabě Viktor Amadeus jako odškodnění za území v Porýní ztracená ve prospěch Pruska. Jelikož byl bezdětný, odkázal celé panství manželčiným synovcům z rodu Hohenlohe-Schillingsfürst. Po jeho smrti v roce 1834 a následném vypořádání dědictví byl v říjnu 1840 pruským králem Fridrichem Vilémem IV. nově udělen titul ratibořského knížete (resp. vévody) a knížete z Corvey v rámci Pruska pro Viktora z Hohenlohe-Schillingsfürstu a jeho potomstvo.

## Slezští Piastovci(1172–1327)
| #  | Jméno                                         | Portrét                                     | Narození  | Úmrtí             | Vláda                                             | Poznámky |
| -- | --------------------------------------------- | ------------------------------------------- | --------- | ----------------- | ------------------------------------------------- | --- |
| 1. | Měšek I. Křivonohý                            | Měšek I. na obraze ze 17. století           | 1131–1146 | 16. května 1211   | 1172–1211                                         | Bratr Boleslava I. Vysokého. Jako Měšek IV. polský kníže. Také kníže ratibořský. Za jeho vlády došlo ke spojení Opolského a Ratibořského knížectví. |
| 2. | Kazimír I. Opolský                            | Jezdecká pečeť Kazimíra I.                  | 1178–1180 | 13. května 1230   | 1211–1230                                         | Syn Měška I. Kníže opolsko-ratibořský. |
| 3. | Jindřich I. Bradatý (regent)                  | Jindřich I. Bradatý na kresbě Jana Matejka  | 1163?     | 19. března 1238   | 1230–1238                                         | Syn Boleslava I. Vysokého. Také vratislavský a opolský kníže. Podstoupil Opolské knížectví svému strýci Měškovi I.                                  |
| 4. | Jindřich II. Pobožný (regent)                 | Jindřich II. Pobožný na kresbě Jana Matejka | 1196/1207 | 9. dubna 1241     | 1238–1239                                         | Syn Jindřicha II. Také polský kníže-senior. Padl v bitvě u Lehnice.                                                                                 |
| 5. | Měšek II. Opolsko-Ratibořský, zvaný též Otylý |                                             | 1220      | 22. října 1246    | 1239–1246                                         | |
| 6. | Vladislav I. Opolský                          | Jezdecká pečeť Vladislava I. Opolského      | 1225?     | 12. srpen 1281/82 | 1246–1281                                         | Syn Kazimíra I. Kníže opolsko-ratibořský. Spolu s bratrem Měškem také kníže kališský a wieluňský.                                                   |
| 7. | Přemek Ratibořský                             |                                             | 1258/1268 | 7. května 1306    | 1281–1306, do roku 1290 společně s bratrem Měškem | |
| 8. | Lešek Ratibořský                              | Lešek Ratibořský                            | 1290/1292 | 1336              | 1306–1336, od roku 1327 jako vazal českého krále  | V roce 1327 spolu s ostatními hornoslezskými knížaty složil lenní slib českému králi Janu Lucemburskému.                                            |

## Opavští Přemyslovci(1336–1521)
| #  | Jméno             | Portrét                                                                                   | Narození | Úmrtí             | Vláda     | Poznámky |
| -- | ----------------- | ----------------------------------------------------------------------------------------- | -------- | ----------------- | --------- | --- |
| 1. | Mikuláš I.        | Jezdecká pečeť Mikuláše II. Opavského                                                     | 1288?    | 8. prosince 1365  | 1336–1365 | První z Přemyslovců na ratibořském knížecím stolci. Vnuk Přemysla Otakara II.                                                                                                  |
| 2. | Jan I. Ratibořský |                                                                                           | 1332?    | 1380/1382         | 1365–1378 | Nejstarší syn Mikuláše II. Opavského. |
| 3. | Jan II. Železný   |                                                                                           | 1365?    | 1424              | 1378–1424 | Byl také královským hofmistrem, hejtmanem v Kladsku a Frankenštejně. |
| 4. | Václav I.         |                                                                                           | 1405?    | 1456              | 1424–1456 | |
| 5. | Jan III.          | Náhrobek Jana Ratibořského a jeho choti Magdalény (bývalý Klášter dominikánek v Ratiboři) | 1446?    | 14. květen 1493   | 1456–1493 | Stál na straně krále Jiřího z Poděbrad, když ho v roce 1469 napadl Matyáš Korvín. O dva roky později podpořil Vladislava Jagellonského v době jeho výpravy z Krakova do Prahy. |
| 6. | Mikuláš III.      |                                                                                           | 1483?    | 1506              | 1493–1506 | V ratibořském knížectví vládl společně s bratry Janem a Valentinem |
| 7. | Jan IV. Mladší    |                                                                                           | 1484?    | 1506              | 1493–1506 | Bratr Mikuláše III. |
| 8. | Valentin Hrbatý   |                                                                                           | 1485?    | 13. listopad 1521 | 1506–1521 | Bratr knížat Mikuláše III. a Jana IV. |

## Slezští Piastovci(1521–1532)
| #  | Jméno  | Portrét                     | Narození | Úmrtí | Vláda     | Poznámky                                     |
| -- | ------ | --------------------------- | -------- | ----- | --------- | -------------------------------------------- |
| 1. | Jan V. | Sarkofág Jana II. Opolského | ?        | 1532  | 1521–1532 | Poslední příslušník opolské větve Piastovců. |

## Hohenzollernové(1532–1552)
| #  | Jméno                                       | Portrét       | Narození       | Úmrtí             | Vláda     | Poznámky |
| -- | ------------------------------------------- | ------------- | -------------- | ----------------- | --------- | --- |
| 1. | Jiří Braniborsko-Ansbašský zvaný též Zbožný | Jiří Zbožný   | 4. března 1484 | 27. prosince 1543 | 1532–1543 | Také markrabě braniborsko-ansbašský. |
| 2. | Jiří Fridrich Braniborsko-Ansbašský         | Jiří Fridrich | 1539           | 1603              | 1543–1552 | Ač dvakrát ženat, markrabě Jiří Fridrich zemřel bezdětný a jeho statky připadly kurfiřtské linii hohenzollernského rodu. Knížectví jako odúmrť připadlo zpět českému králi. |

## Habsburkové(1552–1645)
| #  | Jméno          | Portrét                                                     | Narození          | Úmrtí             | Vláda     | Poznámky |
| -- | -------------- | ----------------------------------------------------------- | ----------------- | ----------------- | --------- | --- |
| 1. | Ferdinand I.   | Ferdinand I. na obrazu Martina Roty.                        | 10. března 1503   | 25. července 1564 | 1552–1564 | Císař Svaté říše římské, český, uherský a chorvatský král, infant španělský a rakouský arcivévoda. Vládce knížectví z titulu českého krále.                                        |
| 2. | Maxmilián I.   | Maxmilián II. Habsburský                                    | 31. července 1527 | 12. října 1576    | 1564–1576 | Císař Svaté říše římské, český a uherský král a rakouský arcivévoda. Vládce knížectví z titulu českého krále.                                                                      |
| 3. | Rudolf I.      | Rudolf II. na dobovém portrétu. Autorem je Hans von Aachen. | 18. července 1552 | 20. ledna 1612    | 1576–1612 | Císař Svaté říše římské, český, uherský a chorvatský král a rakouský arcivévoda. Vládce knížectví z titulu českého krále.                                                          |
| 4. | Matyáš I.      | Matyáš Habsburský                                           | 24. února 1557    | 20. března 1619   | 1612–1619 | Císař Svaté říše římské, český, uherský a chorvatský král a rakouský arcivévoda. Vládce knížectví z titulu českého krále.                                                          |
| 5. | Ferdinand II.  | Portrét Ferdinanda II. od Justa Sustermanse                 | 9. července 1578  | 15. února 1637    | 1619–1637 | Císař římský, král český, uherský a chorvatský v letech 1620–1637, arcivévoda rakouský a v letech 1590–1637 rovněž vévoda štýrský. Vládce knížectví z titulu českého krále.        |
| 6. | Ferdinand III. | Portrét Ferdinanda III.                                     | 13. července 1608 | 2. dubna 1657     | 1637–1645 | Císař římský, král český, uherský a chorvatský (vše 1637–1657) a arcivévoda rakouský (1608–1657). Vládce knížectví z titulu českého krále. Přidělil Ratibořské knížectví Vasovcům. |

## Vasovci(1646–1663)
| #  | Jméno              | Portrét                                             | Narození        | Úmrtí             | Vláda     | Poznámky |
| -- | ------------------ | --------------------------------------------------- | --------------- | ----------------- | --------- | --- |
| 1. | Vladislav II.      | Vladislav IV. Vasa na malbě Petera Paula Rubense    | 9. června 1595  | 20. května 1648   | 1646–1648 | Král polský a velkokníže litevský (také car Ruský).                                                                      |
| 2. | Jan Kazimír I.     | Jan Kazimír II. Vasa                                | 22. března 1609 | 16. prosince 1672 | 1648      | Polský král v letech 1648-1668 a titulární král Švédský v letech 1648 – 1660.                                            |
| 3. | Karel Ferdinand I. | Karel Ferdinand Vasa                                | 13. října 1613  | 9. května 1655    | 1648–1655 | Vratislavský a plocký biskup a niský a opolský kníže.                                                                    |
| 4. | Jan Kazimír I.     | Jan Kazimír II. Vasa                                | 22. března 1609 | 16. prosince 1672 | 1655      | Polský král v letech 1648-1668 a titulární král Švédský v letech 1648 – 1660.                                            |
| 5. | Ludovika Marie     | Ludovika Marie Gonzagová, obraz Justuse van Egmonta | 18. srpna 1611  | 10. května 1667   | 1655–1663 | Polská královna a manželka dvou polských králů – nejprve Vladislava IV. a poté jeho nevlastního bratra Jana Kazimíra II. |

## d’Enghienové(1663)
| #  | Jméno               | Portrét | Narození | Úmrtí | Vláda | Poznámky |
| -- | ------------------- | ------- | -------- | ----- | ----- | -------- |
| 1. | Julius I. d’Enghien |         | ?        | ?     | 1663  |          |

## Vasovci(1663–1666)
| #  | Jméno          | Portrét                                             | Narození       | Úmrtí           | Vláda     | Poznámky                                               |
| -- | -------------- | --------------------------------------------------- | -------------- | --------------- | --------- | ------------------------------------------------------ |
| 1. | Ludovika Marie | Ludovika Marie Gonzagová, obraz Justuse van Egmonta | 18. srpna 1611 | 10. května 1667 | 1663–1666 | V roce 1666 navrátila Ratibořské knížectví Habsburkům. |

## Habsburkové(1666–1742)
| #  | Jméno            | Portrét             | Narození          | Úmrtí              | Vláda     | Poznámky |
| -- | ---------------- | ------------------- | ----------------- | ------------------ | --------- | --- |
| 1. | Leopold I.       | Leopold I.          | 9. června 1640    | 5. května 1705     | 1666–1705 | Císař Svaté říše římské, král český a uherský. |
| 2. | Josef I.         | Josef I. Habsburský | 26. července 1678 | 17. dubna 1711     | 1705–1711 | Římský císař, český a uherský král, předposlední člen dynastie Habsburků v mužské linii.                                                                |
| 3. | Karel I.         | Karel VI.           | 1. října 1685     | 20. října 1740     | 1711–1740 | Císař Svaté říše římské, král český a uherský. Poslední Habsburk v mužské linii.                                                                        |
| 4. | Marie Terezie I. | Marie Terezie       | 13. května 1717   | 29. listopadu 1780 | 1740–1742 | Někdy označována jako „matka dvou císařů“, Josefa II. a Leopolda II. Byla arcivévodkyní rakouskou, královnou uherskou (1740–1780) a českou (1743–1780). |

## Hohenzollernové(1742–1840)
| #  | Jméno              | Portrét             | Narození       | Úmrtí              | Vláda     | Poznámky                                                                                 |
| -- | ------------------ | ------------------- | -------------- | ------------------ | --------- | ---------------------------------------------------------------------------------------- |
| 1. | Fridrich I.        | Fridrich II. Veliký | 24. ledna 1712 | 17. srpna 1786     | 1742–1786 | Po podepsání Hubertusburského míru (1763) se Ratibořské knížectví stalo součástí Pruska. |
| 2. | Fridrich Vilém I.  | Fridrich Vilém II.  | 25. září 1744  | 16. listopadu 1797 | 1786–1797 | Pruský král kurfiřt a markrabě braniborský kníže neuchâtelský.                           |
| 3. | Fridrich Vilém II. | Fridrich Vilém III. | 3. srpna 1770  | 7. června 1840     | 1797–1821 | Pruský král a braniborský markrabě, a v letech 1797 až 1806 braniborský kurfiřt.         |

## Hesenští(1821–1834)
větev Hessen-Rotenburg
| #  | Jméno          | Portrét        | Narození     | Úmrtí              | Vláda     | Poznámky                                               |
| -- | -------------- | -------------- | ------------ | ------------------ | --------- | ------------------------------------------------------ |
| 1. | Viktor Amadeus | Viktor Amadeus | 2. září 1779 | 12. listopadu 1834 | 1821–1834 | Panství získal výměnou r. 1815, knížecí titul r. 1821. |

## Hohenlohové(1840–současnost)
větev Hohenlohe-Schillingsfürst
| #  | Jméno        | Portrét               | Narození       | Úmrtí              | Vláda     | Poznámky |
| -- | ------------ | --------------------- | -------------- | ------------------ | --------- | --- |
| 1. | Viktor I.    | Viktor I.             | 10. února 1818 | 30. ledna 1893     | 1840–1893 | Synovec a dědic Viktora Amadea Hesensko-Rotenburského. Titul nově udělen v rámci Pruska po vypořádání dědictví a vzdání se nároku na titul knížete z Hohenlohe. |
| 2. | Viktor II.   | Viktor II.            | 6. září 1847   | 9. srpna 1923      | 1893–1923 | |
| 3. | Viktor III.  | Viktor III.           | 2. února 1879  | 11. listopadu 1945 | 1923–1945 | |
| 4. | František I. | František I. Albrecht | 23. října 1920 | 25. června 2009    | 1945–2009 | Získal titul ratibořského knížete, protože jeho starší bratr Viktor IV. zahynul během invaze do Polska v roce 1939.                                             |
| 5. | Viktor V.    | Viktor V. Martin      | 1964           | ?                  | * 2009    | |